# Индийская линофрина
Индийская линофрина (лат. Linophryne indica) — вид лучепёрых рыб семейства Linophrynidae. Вид был описан Брауэром (Brauer, 1902) по 2 самцам длиной 16,0 и 17,5 мм из вод Индийского океана.

## Описание

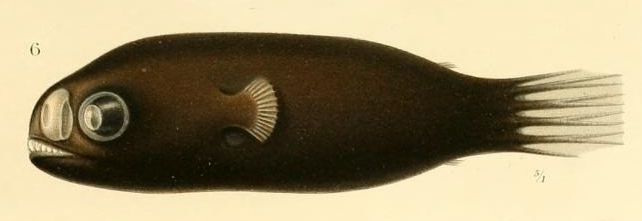
Самец

Самки длиной до 50 мм, самцы до 18 мм. Тело эллипсовидное, сжатое с боков. Кожа голая. Тело чёрного цвета, с буроватым оттенком. Иллиций чёрный. Эска внизу чёрная, сверху — серая, её конечные филаменты белого цвета. Подбородочный усик и основания его филаментов чёрные, вершины и их средняя часть белые. Анальное отверстие смещено на левую сторону тела. Голова крупная. Рот косой, сочленение челюстей заходит далеко за глаз. Симфизиальный шип отсутствует. Лучей жаберной перепонки 5. Зубы на нижней челюсти по 6 штук с обеих сторон. Имеются зубы на сошнике (по одному слева и справа).
Иллиций утолщённый, короткий, его длина меньше длины эски. Подбородочный (гиоидный) усик короткий, короче длины и высоты головы, разветвляется на 3 отростка. Левый и правый терминальные отростки равные по длине, средний в 2 раза короче и более массивный. Средний отросток на вершине разветвляется на 6 коротких филаментов с немногочисленными фотофорами. Левый и правый отростки несут каждый по 8 филаментов, на которых располагаются многочисленные фотофоры.

## Ареал
Известен из Индийского океана, индонезийских морей и Тихого океана, самые северные находки приурочены к глубоким водам тихоокеанского побережья южной Японии (юг Хонсю и Кюсю). Встречается в мезопелагической и батипелагической зонах на глубине от 150 до 2000 м